# Mistrovství Evropy v judu 1990
Mistrovství Evropy se konalo v Frankfurtu nad Mohanem, Západní Německo, ve dnech 10.–13. května 1990

## Výsledky

### Muži
| Kategorie | Zlato                     | Stříbro                   | Bronz                    | Bronz                       |
| --------- | ------------------------- | ------------------------- | ------------------------ | --------------------------- |
| -60 kg    | Philippe Pradayrol (FRA)  | Nigel Donohue (GBR)       | Pavel Botev (BUL)        | Amiran Totikašvili (URS)GEO |
| -65 kg    | Bruno Carabetta (FRA)     | Udo Quellmalz (GDR)       | Philip Laats (BEL)       | Stelian Petrescu (ROU)      |
| -71 kg    | Guido Schumacher (FRG)    | Jorma Korhonen (FIN)      | Wiesław Błach (POL)      | Bertalan Hajtós (HUN)       |
| -78 kg    | Bašir Varajev (URS)RUS    | Zsolt Zsoldos (HUN)       | Bertrand Amoussou (FRA)  | Iulian Rusu (ROU)           |
| -86 kg    | Waldemar Legień (POL)     | Axel Lobenstein (GDR)     | Densign White (GBR)      | Fabien Canu (FRA)           |
| -95 kg    | Stéphane Traineau (FRA)   | Marc Meiling (FRG)        | Koba Kurtanydze (URS)GEO | Frank Borkowski (GDR)       |
| +95 kg    | Sergej Kosorotov (URS)RUS | Harry Van Barneveld (BEL) | Frank Möller (GDR)       | Marian Grozea (ROU)         |

### Ženy
| Kategorie | Zlato                        | Stříbro                  | Bronz                        | Bronz                       |
| --------- | ---------------------------- | ------------------------ | ---------------------------- | --------------------------- |
| -48 kg    | Cécile Nowaková (FRA)        | Karen Briggsová (GBR)    | Jana Perlbergová (GDR)       | Giovanna Tortoraová (ITA)   |
| -52 kg    | Sharon Rendleová (GBR)       | Katalin Parraghová (HUN) | Fabienne Boffinová (FRA)     | Christel Deliègeová (BEL)   |
| -56 kg    | Catherine Arnaudová (FRA)    | Gudrun Hauschová (FRG)   | Nicole Flagothierová (BEL)   | Nicola Fairbrotherová (GBR) |
| -61 kg    | Begoña Gómezová (ESP)        | Diane Bellová (GBR)      | Susann Singerová (GDR)       | Gabi Ritschelová (FRG)      |
| -66 kg    | Alexandra Schreiberová (FRG) | Kate Howeyová (GBR)      | Claire Lecatová (FRA)        | Marimar Alcíbarová (ESP)    |
| -72 kg    | Karin Krügerová (FRG)        | Jelena Besovová (URS)RUS | Laëtitia Meignanová (FRA)    | Ulla Werbroucková (BEL)     |
| +72 kg    | Christine Cicotová (FRA)     | Regina Sigmundová (FRG)  | Monique van der Leeová (NED) | Maria Teresa Mottaová (ITA) |